# X/1106 C1
X/1106 C1,  anche nota come la Grande Cometa del 1106, fu una Grande cometa che apparve verso il 2 febbraio 1106 e fu osservata in molte località del mondo da inizio febbraio fino a metà marzo. Astronomi ne hanno registrato il passaggio in Europa, Giappone, Corea e Cina. La cometa si divise in due e potrebbe aver così formato la Grande cometa del 1882, la cometa Ikeya-Seki e SOHO-620.

## Avvistamenti

### Gran Bretagna
In una breve nota del manoscritto gallese noto come Brut y Tywysogion si legge:
[-1106]. In quell'anno fu vista una stella meravigliosa da osservare, tirando via dietro di sé un raggio di luce dello spessore di un pilastro ed eccelso nello splendore, preannunciando ciò che sarà nel futuro: per Enrico, imperatore di Roma, dopo terribili vittorie e una vita delle più pie in Cristo, venne il riposo. E suo figlio, dopo guadagnare il seggio dell'impero di Roma, fu fatto imperatore.

Le annali del 1106 della Cronaca di Peterborough descrivono la cometa. Si legge:
Nella prima settimana di Quaresima, il venerdì 16 febbraio, all'ora della sera, apparve là una stella inusuale e per molto tempo dopo fu vista brillare ogni sera. Questa stella apparve a sud-ovest; sembrava piccola e nera. Malgrado ciò, il raggio che brillò da essa, era molto luminoso e sembrava essere come un immenso raggio illuminante nord-est; e una sera sembrò come se questo raggio si dividesse in molti raggi, verso la stella da una direzione contraria. 

### Cina
Un manoscritto cinese descrive la cometa del 1106, menzionando la sua fratturazione dopo il perielio del 10 febbraio:
Nel regno dell'imperatore Hui Zong, il 5º anno dell'epoca Tsung Ning, la 1ª luna, nel giorno di Woo Seuh, una cometa è apparsa ad ovest. Era come un grande Pei Kow. La sua luminosa copertura era sparpagliata. Appareva come una stella rotta. Misurava 60 [gradi] in lungo e 3 [gradi] in largo. Aveva una direzione verso nost-est. Ha passato S.D. Kwei (la parte sud della costellazione di Andromeda/nord dei Pesci). Ha passato S.D. Lew (sud dell'Ariete), Wei (Pegaso), Maou e Peih (il Toro]). È poi entrata nelle nubi e non fu più vista.

### Altri Paesi
- Sigebert di Gembloux menziona l'evento nella sua Chronicon sive Chronographia (pub. 1111).
- De Significatione Cometarum
- Dainihonshi (1715)
- Wen hsien t'ung k'ao (1308)
- Sung shih (1345)
- Hsü Thung Chien Kang Mu (1476)
- Historia Hierosolymitana